# Martin Gilbert
The Rt Hon Martin Gilbert CBE PC, född 25 oktober 1936 i London, död 3 februari 2015 i London, var en brittisk historiker. Han publicerade över 80 böcker om bland annat Winston Churchill, Förintelsen och judisk historia. Gilbert var Winston Churchills officielle levnadstecknare.